# Lago di Ponte Pià

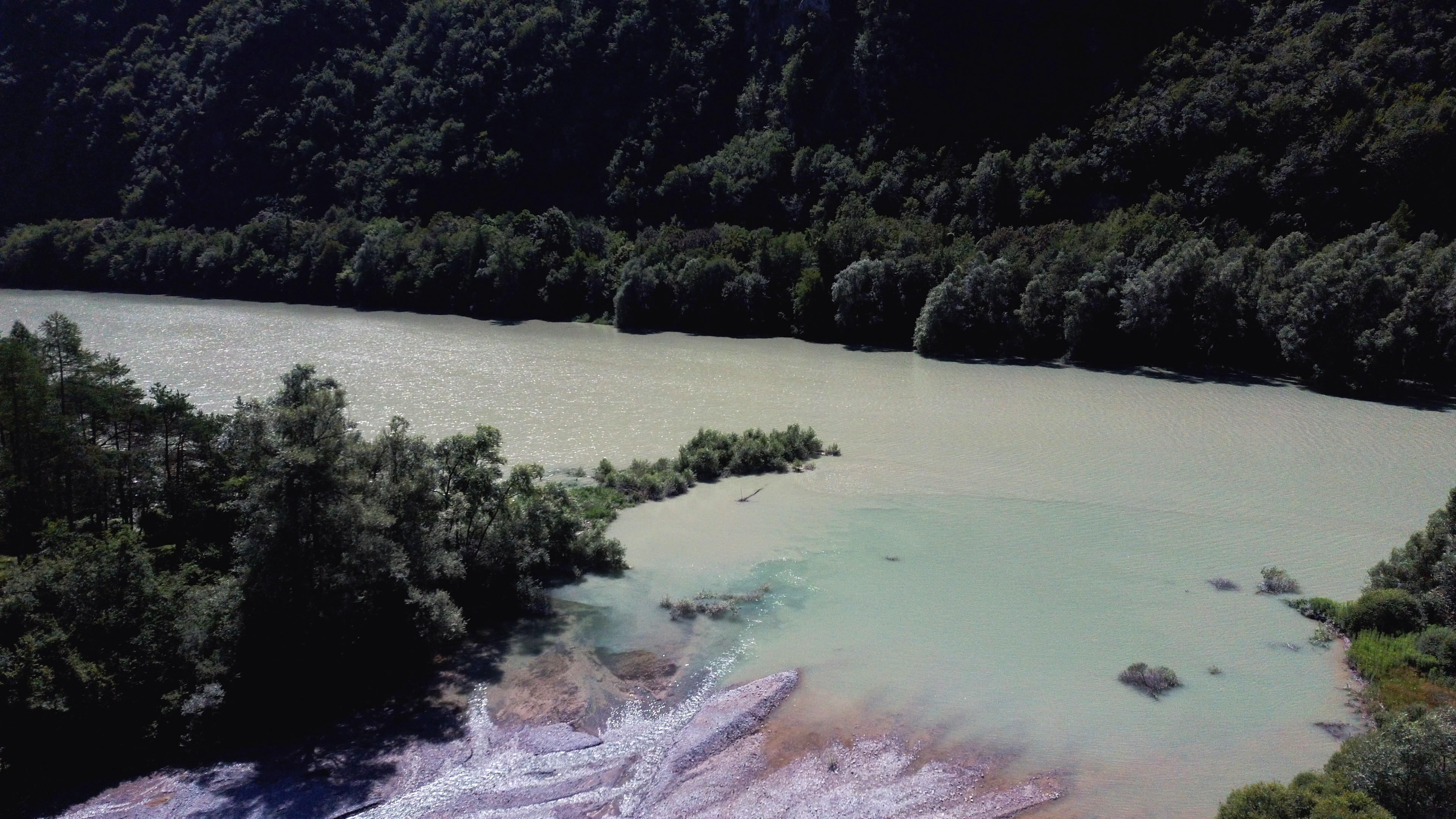
Il lago sotto a Pez (Tre Ville), alle foce del rio d'Algone

Il lago di Ponte Pià è un bacino artificiale situato nei comuni di Stenico, Tre Ville, Comano Terme e Tione di Trento; insieme al lago di Molveno, fornisce acqua alla centrale idroelettrica di Santa Massenza.
Il lago fu creato nel 1956 sbarrando la stretta forra in cui scorre il fiume Sarca vicino al Ponte di Pià, storico ponte che portava al soprastante abitato di Stenico tramite la suggestiva "Val dei Molini".
La diga è del tipo ad arco in calcestruzzo e ha un'altezza massima di 54 metri per un volume di 3.810 m3. Ha uno spessore di 4,85 metri alla base e 1,90 alla sommità e una lunghezza al coronamento di 71 m. Per la costruzione del bacino fu anche necessario spostare più in alto la strada statale con la costruzione di alcune gallerie.